# Niko Datković
Niko Datković (ur. 21 kwietnia 1993 w Zadarze) – chorwacki piłkarz występujący na pozycji obrońcy. Od 2022 roku zawodnik Nea Salamina Famagusta.

## Statystyki
(aktualne na dzień 26 maja 2018)
| Klub                     | Sezon              | Liga               | Liga  | Liga   | Puchar kraju | Puchar kraju | Europa | Europa | Suma  | Suma   |
| Klub                     | Sezon              | Liga               | Mecze | Bramki | Mecze        | Bramki       | Mecze  | Bramki | Mecze | Bramki |
| ------------------------ | ------------------ | ------------------ | ----- | ------ | ------------ | ------------ | ------ | ------ | ----- | ------ |
| HNK Rijeka               | 2011/12            | Prva HNL           | 1     | 0      | –            | –            | –      | –      | 1     | 0      |
| HNK Rijeka               | 2011/12            | Prva HNL           | 16    | 0      | –            | –            | –      | –      | 16    | 0      |
| HNK Rijeka               | 2012/13            | Prva HNL           | 17    | 2      | –            | –            | –      | –      | 17    | 2      |
| HNK Rijeka               | 2013/14 (j)        | Prva HNL           | 5     | 0      | 1            | 0            | 2      | 0      | 8     | 0      |
| HNK Rijeka               | Ogólnie            | Ogólnie            | 39    | 2      | 1            | 0            | 2      | 0      | 42    | 2      |
| Spezia (wyp.)            | 2013/14 (w)        | Serie B            | 6     | 1      | –            | –            | –      | –      | 6     | 1      |
| Spezia (wyp.)            | 2014/15 (j)        | Serie B            | 25    | 3      | 2            | 0            | –      | –      | 27    | 3      |
| Spezia (wyp.)            | Ogólnie            | Ogólnie            | 31    | 4      | 2            | 0            | 0      | 0      | 33    | 4      |
| FC Lugano (wyp.)         | 2015/16            | Swiss Super League | 27    | 2      | 4            | 0            | –      | –      | 31    | 2      |
| Spezia                   | 2016/17            | Serie B            | 10    | 0      | –            | –            | –      | –      | 10    | 0      |
| CS Universitatea Craiova | 2017/18 (j)        | Liga I             | 9     | 0      | 1            | 0            | –      | –      | 10    | 0      |
| Cracovia                 | 2017/18 (w)        | Ekstraklasa        | 6     | 0      | 0            | 0            | –      | –      | 6     | 0      |
| Ogólnie w karierze       | Ogólnie w karierze | Ogólnie w karierze | 122   | 8      | 8            | 0            | 2      | 0      | 132   | 8      |